# Jean-Luc Seigle
Jean-Luc Seigle, né le 26 avril 1955 et mort le 5 mars 2020 à Caen,, est un écrivain, scénariste, dialoguiste et dramaturge français.

## Biographie
Jean-Luc Seigle commence sa carrière de dramaturge dans les années 1980, et de scénariste pour des films et téléfilms, dans les années 1990.
Il est cofondateur de la revue Synopsis en  1998 – revue trimestrielle autour des scénarios et scénaristes –  , avec Laurent Delmas, le producteur Laurent Daniélou, et le directeur littéraire de Flammarion Patrice Hoffmann. La revue connaît un énorme succès dès son premier numéro, épuisé en quelques jours. Les numéros suivants, au nombre d'impressions multiplié, auront pourtant le même problème d'épuisement des tirages. La revue Synopsis, démarrée à l'automne 1998, paraîtra jusqu'au n° 36, à l'été 2005.
Il publie son premier roman en 2001 La Nuit dépeuplée, qui traite de l' « l'inceste ».
En 2003, son ouvrage Le Sacre de l'enfant mort s'intéresse au peintre Jacques-Louis David.
Il scénarise la mini saga de l'été 2006 Laura diffusée sur M6, et il coécrit avec Pascale Chouffot l'histoire de cette série, sous le titre Laura ou l'Énigme des vingt-deux lames.
Son roman En vieillissant les hommes pleurent, est publié en 2012. Pour Christine Ferniot dans le magazine L'Express, « Le roman de Jean-Luc Seigle est une tragédie murmurée, l'histoire d'une fin annoncée, d'un héritage impossible. ». Pour France Info : « Réflexion sur la France perdue de l'après-guerre, la modernité et l'entrée dans la société de consommation, ce roman plein d'humanisme jette un regard aigu sur les années 60, théâtre d'un des grands bouleversements du siècle dernier ». Selon François Busnel  dans L'Express, « il y a de l'indicible, enfoui au cœur de ce roman gigogne. [...] Jean-Luc Seigle signe un hymne à la vie qui porte les couleurs du désespoir. Avec pudeur, il met des mots sur les silences, conscient, sans doute, que les mutismes de l'Histoire tuent plus sûrement que les balles ennemies. ». L'ouvrage est lauréat la même année du Grand prix RTL-Lire, et du Prix Octave-Mirbeau l'année suivante.
Il écrit un essai autour de l’œuvre de Charles Péguy en 2014 sous le titre Le cheval Péguy : un mystère.
En janvier 2015 est publié son ouvrage Je vous écris dans le noir qui s'intéresse à Pauline Dubuisson, au centre d'une affaire criminelle des années 1950. Raphaëlle Leyris écrit dans son avis critique dans le journal Le Monde : Pauline Dubuisson, « celle qui avait été jugée, en 1950, pour le meurtre de son fiancé, qui avait refusé de l’épouser après avoir appris qu’elle avait été tondue à la Libération, alors qu’elle n’avait pas 18 ans ; ce meurtre avait entraîné le suicide du père de la jeune femme. C’est donc une version possible de la vérité de Pauline qui est livrée au fil de ces pages, écrites par Jean-Luc Seigle avec une capacité d’empathie étonnante, une grande simplicité pour dire l’absolue solitude d’une femme, et « le sadisme du destin » ». Fabienne Pascaud, dans le magazine Télérama écrit : « Jean-Luc Seigle a choisi de faire du sombre fait divers un fascinant récit à la première personne et s'y glisse magistralement dans la peau de son héroïne » et qu'il « sait exprimer le féminin avec une empathie troublante. » François Busnel écrit dans son avis critique dans L'Express : « Pour parler de son nouveau et superbe roman, Jean-Luc Seigle prononce deux noms. Patrick Modiano et Jim Harrison. Chez le premier, il a découvert ce personnage énigmatique, Pauline Dubuisson, condamnée à mort pour le meurtre de son amant puis graciée, et héroïne de son livre. Chez le second, il a trouvé l'audace de se glisser dans la peau d'une jeune fille de 16 ans et demi, amoureuse, livrée à la vindicte populaire. Le résultat est une claque monumentale : la beauté et la violence mêlées en un lien inextricable. ». L'ouvrage reçoit plusieurs prix,,, dont le Grand prix des lectrices de Elle 2016, catégorie roman.
Il publie une pièce de théâtre autour de la journaliste et auteure américaine Dorothy Parker en 2016  Excusez-moi pour la poussière : le testament joyeux de Dorothy Parker. La pièce est créée la même année.
Femme à la mobylette est publié en 2017. Pour Libération, « Reine se trouve en perdition, sans emploi avec ses trois enfants (...). Elle dégote une mobylette qui va lui permettre d'aller travailler, et même de rencontrer Jorgen. Elle a l'étoffe d'une héroïne, Reine, mais aussi de vierge martyre quand elle se retrouve rattrapée par le réel. Un tendre portrait de femme ». Pour le magazine L'Express, le roman est « un magnifique drame social romantique ». Selon Télérama, l'auteur « réactive ici un genre qu’ont magnifié Hugo et Zola ; insuffle du beau, du sentiment, du romanesque dans ce qui pourrait n’être qu’un tragique fait divers. (..) Jean-Luc Seigle (...) sait à merveille communier avec ces âmes tiraillées entre rêve et épouvante, violence et tendresse, détresse et abandon ».
Il meurt en mars 2020, à l'âge de 64 ans, « des suites d'un arrêt cardiaque » selon son éditeur, les éditions Flammarion, qui précise qu' « il travaillait (...) à un projet littéraire autobiographique. »
Le premier tome de sa trilogie autobiographique inachevée La Beauté des femmes est publié de façon posthume, un an après son décès, en mars 2021, sous le titre L’enfant travesti. L'ouvrage « le découvre sous l’influence de ses mère, grand-mère et arrière-grand-mère. » Il se déroule en Auvergne, à Vic-le-Comte, durant les années 1960, et l'auteur « y raconte à la première personne le désarroi d’un garçonnet de 5 ans, Jean, qu’une mère trop jeune, volage et coquette, s’obstine à habiller et coiffer en fille », selon Télérama. Pour le journal Libération, « L’Enfant travesti alterne les flash-back, l’époque de la Grande Guerre et la rencontre de ses grands-parents, et son ressenti de gamin (...), aimé et malmené ».

## Publications

### Romans
- La Nuit dépeuplée, Paris, Plon, 2001  (ISBN 2-259-19446-X)
- Le Sacre de l'enfant mort, Paris, Plon, 2003  (ISBN 2-259-19995-X) - autour du peintre Jacques-Louis David[8]
- Laura ou l'Énigme des vingt-deux lames, avec Pascale Chouffot, Paris, M. Lafon, 2006  (ISBN 978-2749904757) - d'après Laura (mini-série)
- En vieillissant les hommes pleurent, Paris, Flammarion, 2012  (ISBN 9782081257610) Grand prix RTL-Lire 2012[28] ; Prix Octave-Mirbeau 2013[12]
- Je vous écris dans le noir[13],[14], Paris, Flammarion, 2015  (ISBN 2081292408) [présentation en ligne] – consacré à Pauline Dubuisson Prix Charles-Exbrayat 2015[16] - Grand prix des lectrices de Elle 2016, catégorie roman[19] -  Prix littéraire de la Ville de Caen et Prix des lycéens 2016[17]
- Femme à la mobylette[23], Paris, Flammarion, 2017  (ISBN 9782081378681)

### Récit autobiographique
Posthume
- Trilogie La Beauté des femmes

1. L'Enfant travesti[24],[26], Paris, Flammarion, 2021, 416 p. (ISBN 978-2-0814-3501-8)Premier tome d'une trilogie inachevée.

### Essai
- Le cheval Péguy : un mystère, P.-G. de Roux, 2014 - autour de l’œuvre de Charles Péguy

### Pièce de théâtre
- Excusez-moi pour la poussière : le testament joyeux de Dorothy Parker : pièce en huit tableaux, Flammarion, 2016

## Autres travaux

### Scénariste
Pour le cinéma
- 1990 : Final, court-métrage documentaire de Irène Jouannet
- 1994 : Pourquoi maman est dans mon lit ? de Patrick Malakian
- 1997 : Sous les pieds des femmes de Rachida Krim
- 1998 : Les convoyeurs attendent de Benoît Mariage

Pour la télévision (partiel)
- Week-end
- Le Serment de Mado
- 1995 : La Veuve de l'architecte de Philippe Monnier
- 1996 : Terre indigo de Jean Sagols
- 1997 : Un homme digne de confiance de Philippe Monnier
- 1997 : L'Ami de mon fils de Marion Sarraut
- 1999 : La Vérité vraie de Fabrice Cazeneuve
- 2006 : (mini-série) Laura de Jean-Teddy Filippe
- 2007 : (mini-série) Le Réveillon des bonnes de Michel Hassan
- 2013 : (mini-série) Le Bal des secrets de Christophe Barbier
- 2015 : Arletty, une passion coupable de  Arnaud Sélignac

Ainsi qu'une vingtaine d'autres en collaboration.

### Dramaturge
- 1981 : Le Songe d'une nuit d'auteur, Festival du Marais
- 1981 : L'Absent, Théâtre Marie Stuart
- 1990 : Marie Ignota, Théâtre Ouvert
- 2008 : La Gouvernante de Sigmaringen
- 2009 : La Dernière Nuit de Mona Parker
- 2011 : Médée et le Truc en plume
- 2016 : Excusez-moi pour la poussière - autour de Dorothy Parker[20]

## Prix et distinctions
- Grand prix RTL-Lire 2012[10] pour En vieillissant les hommes pleurent
- Prix Octave-Mirbeau 2013[12] pour En vieillissant les hommes pleurent
- Prix Charles-Exbrayat 2015[16] pour Je vous écris dans le noir
- Prix des lecteurs de la Ville de Brive 2015[18] pour Je vous écris dans le noir
- Sélection Prix Anaïs-Nin 2015[29] pour Je vous écris dans le noir
- Grand prix des lectrices de Elle 2016, catégorie roman[19] pour Je vous écris dans le noir
- Prix littéraire de la Ville de Caen 2016[17] pour Je vous écris dans le noir
- Prix littéraire des lycéens de la Ville de Caen 2016[17] pour Je vous écris dans le noir